# Michael Obasuyi
Michael Obasuyi (Bruges, 12 agosto 1999) è un ostacolista belga.

## Biografia
Di padre nigeriano e di madre belga, vince la medaglia d’argento dei Campionati europei under 23 di atletica leggera 2021 in 13"40.

## Palmarès
| Anno | Manifestazione  | Sede      | Evento   | Risultato  | Prestazione | Note |
| ---- | --------------- | --------- | -------- | ---------- | ----------- | ---- |
| 2017 | Europei U20     | Grosseto  | 110 m hs | Semifinale | 14"17       |      |
| 2018 | Mondiali U20    | Tampere   | 110 m hs | 4º         | 13"45       |      |
| 2018 | Europei         | Berlino   | 110 m hs | Semifinale | 13"78       |      |
| 2019 | Europei U23     | Gavle     | 110 m hs | 5º         | 13"67       |      |
| 2021 | Europei U23     | Tallinn   | 110 m hs | Argento    | 13"40       |      |
| 2021 | Giochi olimpici | Tokyo     | 110 m hs | Batteria   | 13"65       |      |
| 2022 | Mondiali indoor | Belgrado  | 60 m hs  | Batteria   | 7"58        |      |
| 2022 | Europei         | Monaco    | 110 m hs | Batteria   | 13"90       |      |
| 2024 | Mondiali indoor | Glasgow   | 60 m hs  | 7°         | 7"55        |      |
| 2024 | Europei         | Roma      | 110 m hs | 6°         | 13"46       |      |
| 2024 | Giochi olimpici | Parigi    | 110 m hs | Semifinale | 13"36       |      |
| 2025 | Europei indoor  | Apeldoorn | 60 m hs  | 6°         | 7"63        |      |
| 2025 | Mondiali indoor | Nanchino  | 60 m hs  | 5º         | 7"60        |      |